# L'Aigle
Pour les articles homonymes, voir Aigle (homonymie) et Laigle (homonymie).
L'Aigle (prononcé [lɛɡl] , écrit Laigle jusqu'en 1961) est une commune française, située dans le Nord-Ouest de la France, au confluent de la Risle, dans le département de l'Orne, en région Normandie. Peuplée de 7 771 habitants, elle est la quatrième ville de l'Orne, bien qu'elle ne soit pas chef-lieu d'arrondissement (cette place revient à Mortagne-au-Perche).
Ses habitants s'appellent les Aiglons. Elle est la capitale du pays d'Ouche.
Lors de la bataille de Normandie, L'Aigle est libérée par les troupes alliées le 22 août 1944.
L'Aigle, aux portes de l'Orne, se situe sur un grand axe de communication joignant le département de la Manche et le mont Saint-Michel ainsi que les portes de la Bretagne et le département d’Ille-et-Vilaine à l'ouest, à Paris à l'est. Elle est reliée à la capitale, située à 140 km à l'est, par la voie ferrée, la route nationale 12 et l'autoroute de Normandie.
L'Aigle fait partie de la gastronomie normande, avec son cervelas, plat typique des Aiglons et de la cuisine normande.
La ville conserve une économie manufacturière.

## Géographie

### Situation géographique
L'Aigle est située en Europe continentale, dans le Grand Ouest de la France.
Principale ville du pays d'Ouche constitué d'une partie du Nord-Est du département de l'Orne et du Sud-Ouest de celui de l'Eure, elle est située est à l'ouest du Bassin parisien, séparée du Massif armoricain par la plaine d'Argentan. Elle est proche du pays d'Auge au nord et du Perche au sud. L'Aigle et sa région se situent à un carrefour au centre de la Normandie et proche du Centre-Val de Loire, reliant, ainsi, les grandes villes.
La ville est centrée sur la vallée de la Risle, elle est délimitée par la Charentonne au nord et par l'Iton au sud-est. Historiquement, la ville de L'Aigle est la capitale du pays d'Ouche, couvrant une partie du Nord-Est du département de l'Orne et le Sud-Ouest de celui de Eure.
L'Aigle est située à 9 km de Rugles, à 11 km de Glos-la-Ferrière, à 13 km de La Ferté-Frênel, à 18 km de Moulins-la-Marche, à 22 km de Tourouvre, à 23 km de Verneuil-sur-Avre, à 27 km de Gacé, à 28 km du Merlerault, à 30 km de Mortagne-au-Perche et à 36 km d'Orbec.
L'Aigle se trouve sur la route Paris (137 km) - Granville (184 km), via Versailles (117 km), Dreux (57 km), Argentan (55 km), Flers (99 km) et Vire (125 km).

### Communes limitrophes
| Saint-Symphorien-des-Bruyères | Saint-Sulpice-sur-Risle | Saint-Sulpice-sur-Risle                                                        |
| Rai                           | L'Aigle                 | Saint-Sulpice-sur-Risle, Saint-Michel-Tubœuf (sur quelques dizaines de mètres) |
| Écorcei                       | La Chapelle-Viel        | Saint-Ouen-sur-Iton                                                            |

Les villes les plus importantes autour de L'Aigle :

### Hydrographie
La commune est située dans le bassin Seine-Normandie. Elle est drainée par la Risle, le Finard, le ruisseau du Gru, la Risle, le fossé 01 de la commune de l'Aigle et divers autres petits cours d'eau,.
La Risle, d'une longueur de 145 km, prend sa source dans la commune de Planches et se jette  dans la Seine à Berville-sur-Mer, après avoir traversé 52 communes. Les caractéristiques hydrologiques de la Risle sont données par la station hydrologique située sur la commune de Rai. Le débit moyen mensuel est de 1,41 m3/s. Le débit moyen journalier maximum est de 29,7 m3/s, atteint lors de la crue du 14 février 1990. Le débit instantané maximal est quant à lui de 44,9 m3/s, atteint le 5 janvier 2001.
Le Finard, d'une longueur de 11 km, prend sa source dans la commune de Rai et se jette  dans la Risle à Saint-Martin-d'Écublei, après avoir traversé cinq communes. 
Un plan d'eau complète le réseau hydrographique : l'étang de la Croix Lamirault (5,63 ha),.

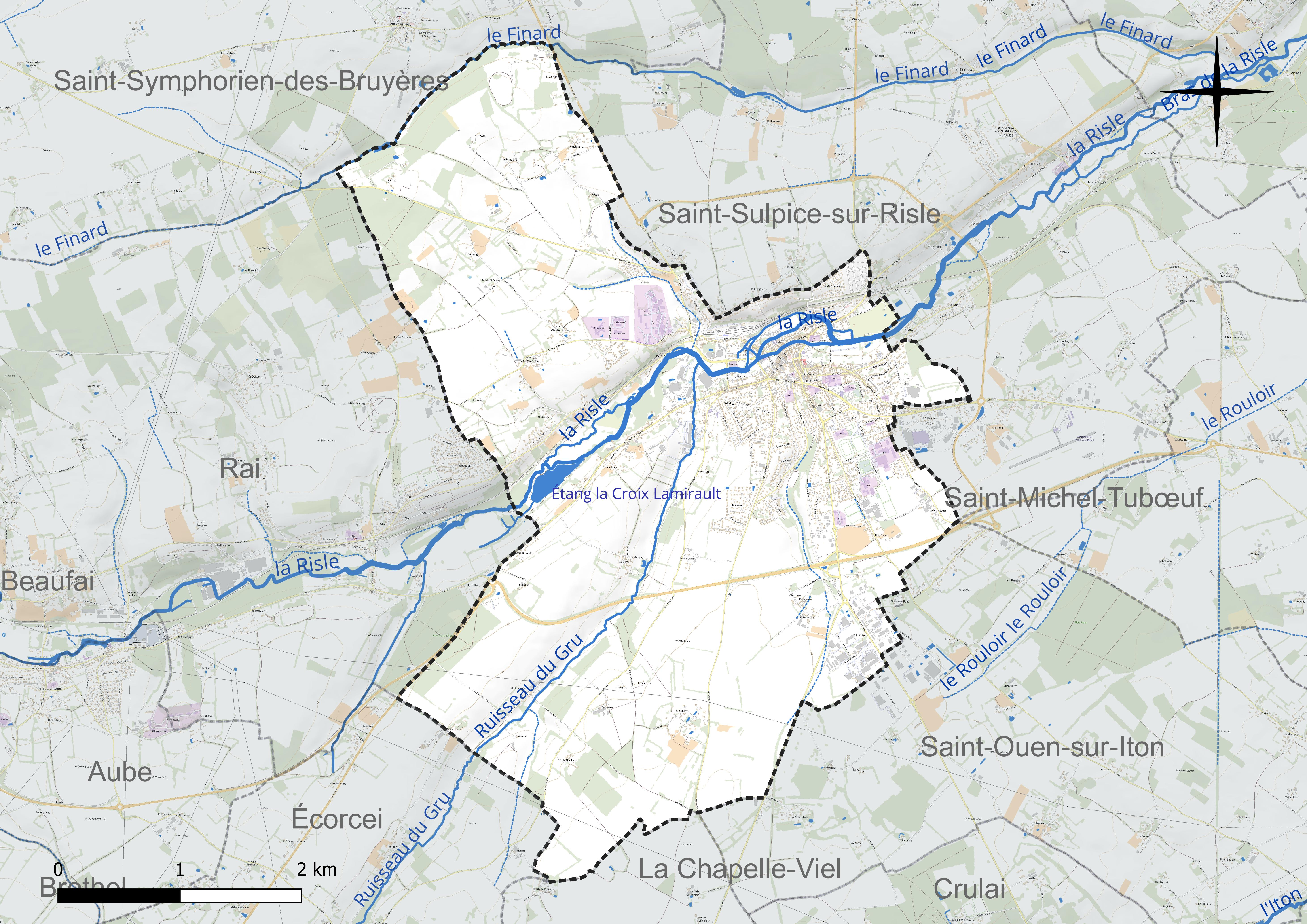
Réseau hydrographique de l'Aigle.

### Transports et communications
Desserte ferroviaire

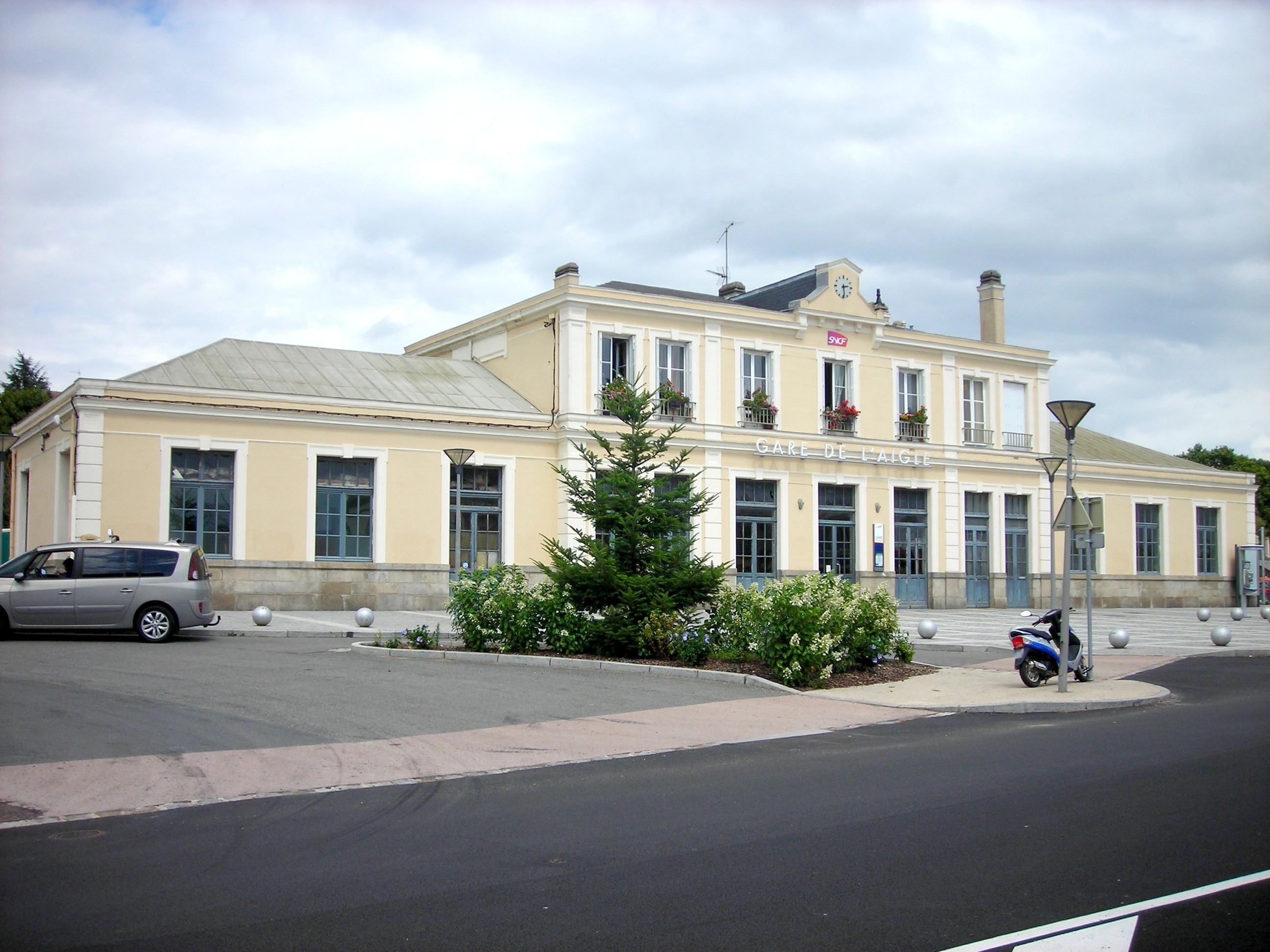
La gare de L'Aigle.

La ville dispose d'une gare SNCF. La gare de L'Aigle est située sur la ligne de Saint-Cyr à Surdon. Elle est desservie par les trains TER Normandie.
Réseau interurbain
La gare est desservie par :
- la ligne autocars TER Basse-Normandie gare de L'Aigle - gare de Surdon ;
- deux lignes gérées directement par la région Normandie, Mortagne-au-Perche - Tourouvre - L'Aigle (ligne 60) et L'Aigle - Conches - Évreux (ligne 370).

Aérodrome
Sur le territoire de la commune de Saint-Sulpice-sur-Risle se trouve l'aérodrome de L'Aigle - Saint-Michel utilisable en vol de jour VFR pour aviation légère et ULM.

### Climat
Le climat qui caractérise la commune est qualifié, en 2010, de « climat océanique dégradé des plaines du Centre et du Nord », selon la typologie des climats de la France qui compte alors huit grands types de climats en métropole. En 2020, la commune ressort du type « climat océanique altéré » dans la classification établie par Météo-France, qui ne compte désormais, en première approche, que cinq grands types de climats en métropole. Il s’agit d’une zone de transition entre le climat océanique, le climat de montagne et le climat semi-continental. Les écarts de température entre hiver et été augmentent avec l'éloignement de la mer. La pluviométrie est plus faible qu'en bord de mer, sauf aux abords des reliefs.
Les paramètres climatiques qui ont permis d’établir la typologie de 2010 comportent six variables pour les températures et huit pour les précipitations, dont les valeurs correspondent à la normale 1971-2000. Les sept principales variables caractérisant la commune sont présentées dans l'encadré ci-après.
| Paramètres climatiques communaux sur la période 1971-2000 - Moyenne annuelle de température : 9,7 °C - Nombre de jours avec une température inférieure à −5 °C : 3,6 j - Nombre de jours avec une température supérieure à 30 °C : 2,6 j - Amplitude thermique annuelle : 14,1 °C - Cumuls annuels de précipitation : 776 mm - Nombre de jours de précipitation en janvier : 12,7 j - Nombre de jours de précipitation en juillet : 8,3 j |

Avec le changement climatique, ces variables ont évolué. Une étude réalisée en 2014 par la direction générale de l'Énergie et du Climat complétée par des études régionales prévoit en effet que la température moyenne devrait croître et la pluviométrie moyenne baisser, avec toutefois de fortes variations régionales. La station météorologique de Météo-France installée sur la commune et mise en service en 1997 permet de connaître en continu l'évolution des indicateurs météorologiques. Le tableau détaillé pour la période 1981-2010 est présenté ci-après.
| Mois                                  | jan.          | fév.           | mars          | avril         | mai           | juin         | jui.          | août           | sep.         | oct.            | nov.            | déc.           | année      |
| ------------------------------------- | ------------- | -------------- | ------------- | ------------- | ------------- | ------------ | ------------- | -------------- | ------------ | --------------- | --------------- | -------------- | ---------- |
| Température minimale moyenne (°C)     | 1,1           | 1,5            | 2,8           | 4,2           | 7,7           | 10,3         | 12,1          | 12,4           | 9,6          | 7,6             | 4,2             | 1,3            | 6,3        |
| Température moyenne (°C)              | 3,6           | 4,7            | 6,9           | 9,2           | 12,8          | 15,8         | 17,6          | 17,9           | 15           | 11,4            | 7,1             | 3,8            | 10,5       |
| Température maximale moyenne (°C)     | 6,1           | 7,9            | 10,9          | 14,1          | 17,9          | 21,3         | 23,1          | 23,4           | 20,3         | 15,2            | 9,9             | 6,4            | 14,7       |
| Record de froid (°C) date du record   | −14 07.01.09  | −15,4 11.02.12 | −10 01.03.05  | −4,8 06.04.21 | −1,9 14.05.10 | 1,2 04.06.01 | 4,6 31.07.15  | 4,1 29.08.1998 | 0,4 25.09.03 | −5,4 30.10.1997 | −8,7 23.11.1998 | −11,2 21.12.09 | −15,4 2012 |
| Record de chaleur (°C) date du record | 15,9 27.01.03 | 20 27.02.19    | 23,8 31.03.21 | 26,8 20.04.18 | 29,4 27.05.05 | 36 29.06.19  | 39,5 25.07.19 | 38,3 10.08.03  | 34 15.09.20  | 27,2 01.10.11   | 21,5 01.11.15   | 15,4 07.12.00  | 39,5 2019  |
| Précipitations (mm)                   | 67,4          | 56,7           | 55,5          | 52,4          | 62            | 53,4         | 60,8          | 52,9           | 45,3         | 83,8            | 75,9            | 87,8           | 753,9      |

## Urbanisme

### Typologie
Au 1er janvier 2024, L'Aigle est catégorisée petite ville, selon la nouvelle grille communale de densité à sept niveaux définie par l'Insee en 2022.
Elle appartient à l'unité urbaine de L'Aigle, une agglomération intra-départementale regroupant trois  communes, dont elle est ville-centre,,. Par ailleurs la commune fait partie de l'aire d'attraction de L'Aigle, dont elle est la commune-centre,. Cette aire, qui regroupe 32 communes, est catégorisée dans les aires de moins de 50 000 habitants,.

### Occupation des sols
L'occupation des sols de la commune, telle qu'elle ressort de la base de données européenne d’occupation biophysique des sols Corine Land Cover (CLC), est marquée par l'importance des territoires agricoles (72,4 % en 2018), en diminution par rapport à 1990 (75,7 %). La répartition détaillée en 2018 est la suivante : terres arables (32,4 %), prairies (29,6 %), zones urbanisées (18 %), zones agricoles hétérogènes (10,4 %), forêts (6 %), zones industrielles ou commerciales et réseaux de communication (3,6 %). L'évolution de l’occupation des sols de la commune et de ses infrastructures peut être observée sur les différentes représentations cartographiques du territoire : la carte de Cassini (XVIIIe siècle), la carte d'état-major (1820-1866) et les cartes ou photos aériennes de l'IGN pour la période actuelle (1950 à aujourd'hui).

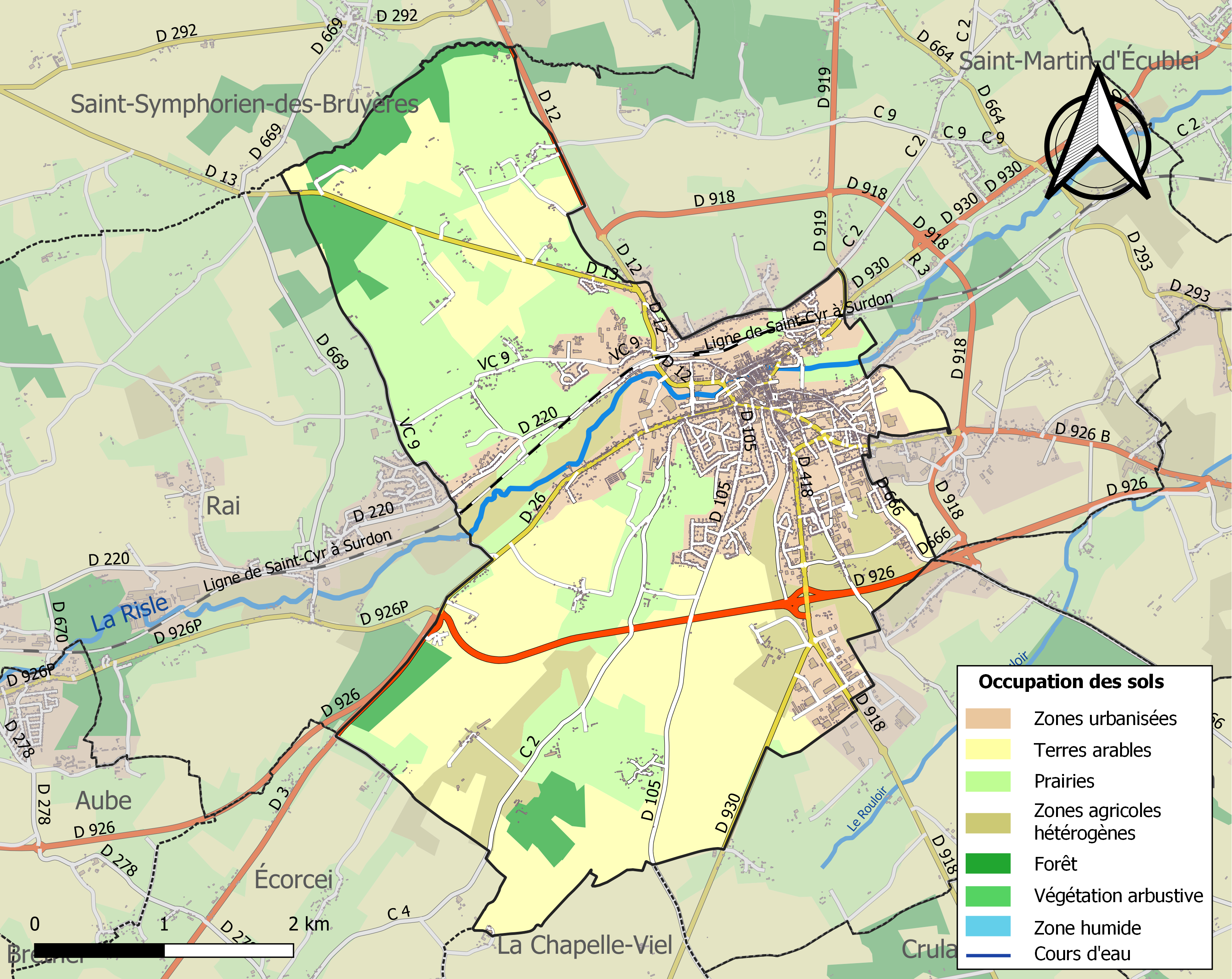
Carte des infrastructures et de l'occupation des sols de la commune en 2018 (CLC).

### Habitat et logement
En 2019, le nombre total de logements dans la commune était de 4 872, alors qu'il était de 4 817 en 2014 et de 4 763 en 2009.
Parmi ces logements, 84,9 % étaient des résidences principales, 2,9 % des résidences secondaires et 12,2 % des logements vacants. Ces logements étaient pour 48,1 % d'entre eux des maisons individuelles et pour 51,4 % des appartements.
Le tableau ci-dessous présente la typologie des logements à l'Aigle en 2019 en comparaison avec celle de l'Orne et de la France entière. Une caractéristique marquante du parc de logements est ainsi une proportion de résidences secondaires et logements occasionnels (2,9 %) inférieure à celle du département (10,5 %) mais supérieure à celle de la France entière (9,7 %). Concernant le statut d'occupation de ces logements, 37,8 % des habitants de la commune sont propriétaires de leur logement (38 % en 2014), contre 64,3 % pour l'Orne et 57,5 pour la France entière.
| Typologie                                               | L'Aigle | Orne | France entière |
| ------------------------------------------------------- | ------- | ---- | -------------- |
| Résidences principales (en %)                           | 84,9    | 78,3 | 82,1           |
| Résidences secondaires et logements occasionnels (en %) | 2,9     | 10,5 | 9,7            |
| Logements vacants (en %)                                | 12,2    | 11,2 | 8,2            |

## Toponymie
Le nom de L'Aigle est attesté pour la première fois en 1055 sous la forme latinisée Aquila, traduction latine du mot aigle.
Selon Orderic Vital, un nid d'aigle aurait été découvert lors de la construction du château par Fulbert de Beina au XIe siècle. Les spécialistes les plus récents,, rejettent tous cette explication comme légendaire ou fantaisiste, mais la raison de l'appellation demeure à ce jour incertaine.
Le 27 juin 1961, « Laigle » reprend le nom de L'Aigle qu'elle portait autrefois (voir la carte de Cassini).
Le gentilé est Aiglons.

## Histoire

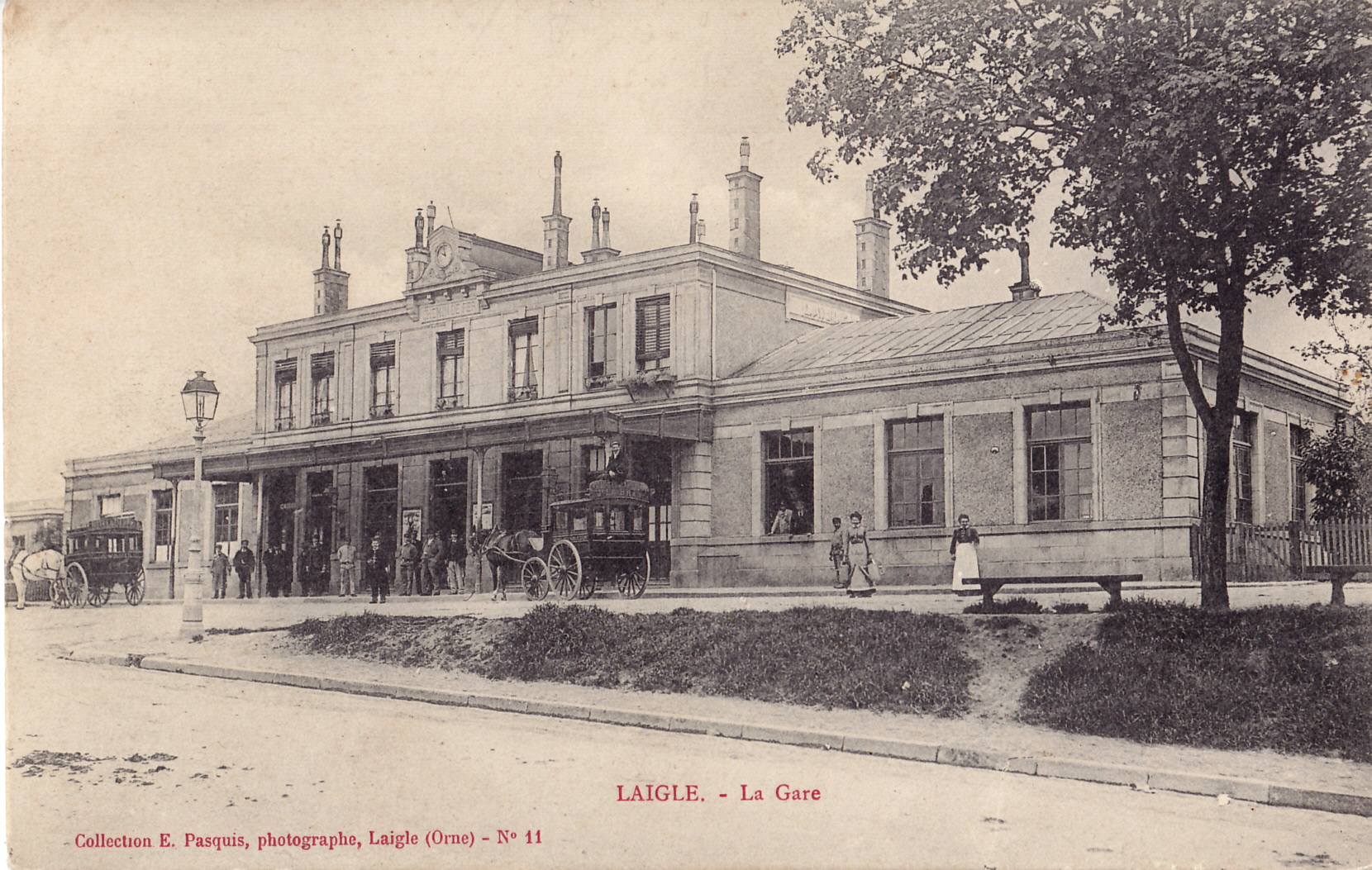
La gare de L'Aigle, vue ici au début du XXe siècle, a été ouverte en 1866.

La baronnie de l'Aigle fut la première du duché d'Alençon ; ses anciens seigneurs sont connus depuis le temps du duc Raoul. Ils avaient séance à l'échiquier d'Alençon avant tous les autres seigneurs.
En 1077, alors que Guillaume le Conquérant est à L'Aigle pour préparer une expédition contre Rotrou du Perche, éclate une dispute entre ses fils qui amène la rébellion de Robert Courteheuse contre son père. En 1119, en guerre contre Henri Ier Beauclerc, Louis VI le Gros s'empare de la ville qui est incendiée. Il en confie la garde à Hugues II de Châteauneuf, le puissant et belliqueux seigneur du Thymerais voisin.
Le 8 janvier 1354, le connétable de France, Charles de La Cerda, est assassiné par des hommes de Charles le Mauvais, roi de Navarre.
La baronnie fut érigée en marquisat par lettres patentes du mois d'avril 1650, en faveur de Jacques des Acres, baron de l'Aigle, « en considération des services de ses ancêtres ». Son fils Louis entreprend de reconstruire le château vers 1690.
L'Aigle fut le centre de la fabrication du fer dans le pays d'Ouche, puis celui de la fabrication des épingles.
« Laigle » est chef-lieu de district durant la Révolution.
Le 26 avril 1803, une météorite se fragmente au-dessus de la ville et une pluie de plus de 3 000 pierres tombe dans une vaste zone de 600 hectares entre L'Aigle et Glos-la-Ferrière. Jean-Baptiste Biot prouvera, à la suite de son enquête sur place, l'origine extra-terrestre des météorites. Le champ de dispersion de cette météorite, ellipse de 8 km sur 4, est suffisamment important pour que des chasseurs de météorites continuent d'y rechercher des fragments.

## Politique et administration

### Rattachements administratifs et électoraux
La commune se trouve depuis 1942 dans l'arrondissement de Mortagne-au-Perche du département de l'Orne. Pour l'élection des députés, elle fait partie depuis 1986 de la deuxième circonscription de l'Orne.
Elle était de 1793 à 1982 le chef-lieu du canton de L'Aigle, année où celui-ci est scindé entre les cantons de L'Aigle-Ouest et de L'Aigle-Est. Dans le cadre du redécoupage cantonal de 2014 en France, la ville devient le bureau centralisateur d'un nouveau canton de L'Aigle.

### Intercommunalité
La ville était le siège de la communauté de communes du Pays de L'Aigle, créée fin 1994 et qui regroupait 15 communes.
Cette intercommunalité fusionne avec ses voisines pour former, le 1er janvier 2013, la communauté de communes des Pays de L'Aigle et de la Marche, dont la ville est le siège de 2013 à 2016.
Dans le cadre des prescriptions de loi portant nouvelle organisation territoriale de la République (Loi NOTRe) du 7 août 2015, qui prévoit que les établissements publics de coopération intercommunale (EPCI) à fiscalité propre doivent avoir un minimum de 15 000 habitants (sous réserve de certaines dérogations bénéficiant aux territoires de très faible densité), la petite communauté de communes du canton de La Ferté-Frênel, qui n'atteignait pas ce seuil, fusionne avec la communauté de communes des Pays de L'Aigle pour former, le 1er janvier 2017, une nouvelle intercommunalité, la communauté de communes des Pays de L'Aigle, dont la ville reste le siège.

### Tendances politiques et résultats
Au premier tour des élections municipales de 2014 dans l'Orne, la liste UMP-UDI menée par Véronique Louwagie obtient la majorité absolue des suffrages exorimés, avec 1 728 voix (53,44 %, 23 conseillers municipaux élus dont 12 communautaires), devançant celle PRG menée par le maire sortant Thierry Pinot, qui a recueilli 1 505 voix (46,55 %, 6 conseillers municipaux élus dont 3 communautaires).
Lors de ce scrutin, 32,90 % des électeurs se sont abstenus.
Lors du second tour des élections municipales de 2020 dans l'Orne, la liste LR menée par le maire sortant Philippe Van-Hoorne — qui avait succédé en 2017 à Véronique Louwagie après sa réélection comme députée — obtient la majorité des suffrages exprimés, avec 891 voix (47,06 %, 22 conseillers municipaux élus dont 12 communautaires), devançant celles menée respectivement par : 

- Serge Delavallée (PS-EÉLV, 792 voix, 41,83 %, 6 conseillers municipaux élus dont 3 communautaires) ;

-  Gérard Latinier (RN, 210 voix, 11,09 %, 1 conseiller municipal élu).

Lors de ce scrutin marqué par la pandémie de Covid-19 en France, 48,45 % des électeurs se sont abstenus.

### Résultats électoraux récents
| Scrutin             | 1er tour | 1er tour | 1er tour | 1er tour | 1er tour | 1er tour | 1er tour | 1er tour | 1er tour | 1er tour | 1er tour  | 1er tour | 2d tour     | 2d tour     | 2d tour     | 2d tour     | 2d tour     | 2d tour     | 2d tour     | 2d tour     | 2d tour     |
| Scrutin             | 1er      | 1er      | %        | 2e       | 2e       | %        | 3e       | 3e       | %        | 4e       | 4e        | %        | 1er         | 1er         | %           | 2e          | 2e          | %           | 3e          | 3e          | %           |
| ------------------- | -------- | -------- | -------- | -------- | -------- | -------- | -------- | -------- | -------- | -------- | --------- | -------- | ----------- | ----------- | ----------- | ----------- | ----------- | ----------- | ----------- | ----------- | ----------- |
| Présidentielle 2007 |          | UMP      | 33,10    |          | PS       | 23,67    |          | UDF      | 18,20    |          | FN        | 12,34    |             | UMP         | 57,37       |             | PS          | 42,63       | Pas de 3e   | Pas de 3e   | Pas de 3e   |
| Européennes 2009    |          | UMP      | 27,5     |          | PS       | 15,96    |          | MoDem    | 13,17    |          | EÉ        | 11,03    | Tour unique | Tour unique | Tour unique | Tour unique | Tour unique | Tour unique | Tour unique | Tour unique | Tour unique |
| Régionales 2010     |          | PS       | 36,82    |          | UMP      | 30,82    |          | FN       | 12,10    |          | EÉ        | 10,86    |             | PS-EÉ       | 55,18       |             | UMP         | 44,82       | Pas de 3e   | Pas de 3e   | Pas de 3e   |
| Présidentielle 2012 |          | UMP      | 30,83    |          | PS       | 29,09    |          | FN       | 18,92    |          | MoDem     | 8,41     |             | UMP         | 50,81       |             | PS          | 49,19       | Pas de 3e   | Pas de 3e   | Pas de 3e   |
| Européennes 2014    |          | FN       | 30,47    |          | UMP      | 25,77    |          | PS       | 14,67    |          | MoDem-UDI | 10,58    | Tour unique | Tour unique | Tour unique | Tour unique | Tour unique | Tour unique | Tour unique | Tour unique | Tour unique |
| Régionales 2015     |          | UDI-UMP  | 30,58    |          | FN       | 27,93    |          | PS       | 25,28    |          | EELV      | 5,74     |             | UDI-UMP     | 40,04       |             | PS-FG-EELV  | 32,95       |             | FN          | 27,01       |
| Présidentielle 2017 |          | LR       | 26,43    |          | EM       | 20,60    |          | FN       | 21,58    |          | LFI       | 14,67    |             | EM          | 64,05       |             | FN          | 35,95       | Pas de 3e   | Pas de 3e   | Pas de 3e   |
| Européennes 2019    |          | RN       | 26,09    |          | LREM     | 20,12    |          | LR       | 17,64    |          | EELV      | 9,49     | Tour unique | Tour unique | Tour unique | Tour unique | Tour unique | Tour unique | Tour unique | Tour unique | Tour unique |
| Régionales 2021     |          | LC-LR    | 48,29    |          | PS-EELV  | 19,56    |          | RN       | 17,89    |          | LREM      | 5,96     |             | LC-LR       | 52,59       |             | PS-EELV     | 23,81       |             | RN          | 17,39       |
| Présidentielle 2022 |          | LREM     | 29,14    |          | RN       | 24,66    |          | LFI      | 19,99    |          | LR        | 7,48     |             | LREM        | 58,38       |             | RN          | 41,62       | Pas de 3e   | Pas de 3e   | Pas de 3e   |

### Administration municipale
Compte tenu de la population de la ville, son conseil municipal est composé de vingt-neuf membres dont le maire et ses adjoints.

### Liste des maires
| Période        | Période                         | Identité                      | Étiquette                | Qualité |
| -------------- | ------------------------------- | ----------------------------- | ------------------------ | --- |
| septembre 1944 | mars 1965                       | Ernest Voyer                  | UDSR puis RPF            | Ingénieur, résistant FFI Président de la délégation spéciale à la Libération Député de l'Orne (1945 → 1946 et 1962 → 1967) Conseiller général de L'Aigle (1944 → 1965) Officier du Mérite civil (1961)                                                                                                   |
| mars 1965      | mars 1989                       | Roland Boudet                 | PLE puis CD puis UDF-CDS | Imprimeur Député de l'Orne (2e circ.) (1958 → 1962 et 1967 → 1978) Conseiller général de L'Aigle (1964 → 1982) Conseiller général de L'Aigle-Est (1982 → 1988) |
| mars 1989      | janvier 1995,                   | Maurice Brard                 | DVD                      | Commerçant en maroquinerie, adjoint au maire (1980 → 1989) Conseiller général de L'Aigle-Ouest (1982 → 1998) Vice-président du conseil général de l'Orne (1992 → 1998) Président de la CC du Pays de L'Aigle (1995) Suppléant du député Francis Geng (1988 → 1993) Maire honoraire (2000) Démissionnaire |
| février 1995   | juin 1995                       | Jean Lesage (1919-2003)       | DVD                      | Retraité, premier adjoint au maire (1989 → 1995) Président du Sirtom de la région de L'Aigle (1984 → 1996) Chevalier du Mérite social, médaille d'or de la jeunesse et des sports |
| juin 1995      | mars 2001                       | André Grudet                  | PS                       | Professeur d'allemand en lycée Conseiller général de L'Aigle-Est (1988 → 2001) |
| mars 2001      | mars 2008                       | Jean-Pierre Yvon, (1956-2012) | RPR puis UMP             | Agent général d'assurances Conseiller général de L'Aigle-Ouest (1998 → 2011) Suppléant du député Jean-Claude Lenoir (1997 → 2011) |
| mars 2008,     | mars 2014                       | Thierry Pinot                 | MoDem puis PRG           | Dessinateur-métreur Directeur du centre aquatique de Mortagne-au-Perche 1er vice-président de la CC du Pays de L'Aigle Vice-président de la CC des Pays de L'Aigle et de la Marche |
| mars 2014,     | juillet 2017                    | Véronique Louwagie            | UMP → LR                 | Expert-comptable Députée de l'Orne (2e circ.) (2012 → ) Conseillère régionale de Basse-Normandie (2010 → 2012) Conseillère générale de L'Aigle-Ouest (2011 → 2014) Vice-présidente de la CC des Pays de L'Aigle (2017) Démissionnaire à la suite de sa réélection comme députée.                         |
| juillet 2017,  | En cours (au 13 septembre 2022) | Philippe Van-Hoorne           | DVD                      | PDG retraité de Frénéhard et Michaux 1er vice-président de la CC des Pays de L'Aigle (2017 → ) Conseiller départemental de L'Aigle (2015 → ) Président de l'Association des maires de l'Orne (2020 → ) Réélu pour le mandat 2020-2026,                                                                   |

### Démocratie participative
La commune s'est dotée d'un  conseil municipal des jeunes, qui a été renouvelé en 2018.

### Budget et fiscalité
En 2018, le budget de la commune était constitué ainsi :
- total des produits de fonctionnement : 9 340 000 €, soit 1 129 € par habitant ;
- total des charges de fonctionnement : 8 776 000 €, soit 1 060 € par habitant ;
- total des ressources d’investissement : 8 200 000 €, soit 991 € par habitant ;
- total des emplois d’investissement : 7 640 000 €, soit 923 € par habitant.
- endettement : 7 025 000 €, soit 849 € par habitant.

Avec les taux de fiscalité suivants :
- taxe d’habitation : 10,55 % ;
- taxe foncière sur les propriétés bâties : 25,12 % ;
- taxe foncière sur les propriétés non bâties : 38,56 % ;
- taxe additionnelle à la taxe foncière sur les propriétés non bâties : 0 % ;
- cotisation foncière des entreprises : 0 %.

Chiffres clés Revenus et pauvreté des ménages en 2017 : médiane en 2017 du revenu disponible, par unité de consommation : 17 240 €. S’élevant à 26 %, le taux de pauvreté est bien supérieur à la moyenne nationale (14 %). Le taux de pauvreté atteint même 65 % dans le quartier prioritaire La Madeleine - Maréchal Leclerc.

### Jumelages
| Ville | Ville                | Pays | Pays        | Période         |
| ----- | -------------------- | ---- | ----------- | --------------- |
|       | Aigle                |      | Suisse      | depuis 1963     |
|       | Clausthal-Zellerfeld |      | Allemagne   | depuis 1972     |
|       | Naftalan             |      | Azerbaïdjan | depuis mai 2013 |
|       | Spišská Nová Ves     |      | Slovaquie   | depuis 2000     |

## Population et société

### Démographie
L'évolution du nombre d'habitants est connue à travers les recensements de la population effectués dans la commune depuis 1793. Pour les communes de moins de 10 000 habitants, une enquête de recensement portant sur toute la population est réalisée tous les cinq ans, les populations de référence des années intermédiaires étant quant à elles estimées par interpolation ou extrapolation. Pour la commune, le premier recensement exhaustif entrant dans le cadre du nouveau dispositif a été réalisé en 2005.

En 2022, la commune comptait 7 771 habitants, en évolution de −3,76 % par rapport à 2016 (Orne : −3,21 %, France hors Mayotte : +2,11 %).
| 1793  | 1800  | 1806  | 1821  | 1836  | 1841  | 1846  | 1851  | 1856  |
| ----- | ----- | ----- | ----- | ----- | ----- | ----- | ----- | ----- |
| 5 409 | 5 947 | 5 639 | 5 419 | 5 454 | 5 505 | 5 584 | 5 678 | 5 725 |

| 1861  | 1866  | 1872  | 1876  | 1881  | 1886  | 1891  | 1896  | 1901  |
| ----- | ----- | ----- | ----- | ----- | ----- | ----- | ----- | ----- |
| 5 676 | 5 811 | 5 285 | 5 196 | 5 303 | 5 155 | 5 078 | 5 125 | 5 205 |

| 1906  | 1911  | 1921  | 1926  | 1931  | 1936  | 1946  | 1954  | 1962  |
| ----- | ----- | ----- | ----- | ----- | ----- | ----- | ----- | ----- |
| 5 242 | 5 698 | 5 521 | 5 727 | 5 849 | 6 007 | 5 869 | 6 482 | 7 317 |

| 1968  | 1975  | 1982  | 1990  | 1999  | 2005  | 2006  | 2010  | 2015  |
| ----- | ----- | ----- | ----- | ----- | ----- | ----- | ----- | ----- |
| 8 702 | 9 619 | 9 834 | 9 466 | 8 972 | 8 489 | 8 415 | 7 975 | 8 053 |

| 2020  | 2022  | - | - | - | - | - | - | - |
| ----- | ----- | - | - | - | - | - | - | - |
| 7 903 | 7 771 | - | - | - | - | - | - | - |

### Enseignement
Liste des établissements scolaires,
| Nom                     | Statut | Destination                                     | Année de création | Adresse                     | Image |
| ----------------------- | ------ | ----------------------------------------------- | ----------------- | --------------------------- | ----- |
| École André-Mazeline    | Public | École primaire                                  | -                 | Rue Marcel-Guillet          |       |
| École Victor-Hugo       | Public | École primaire                                  | 1977              | Rue du Buat                 |       |
| École Saint-Jean        | Privé  | École primaire                                  | -                 | place du Marché-aux-Chevaux |       |
| Collège Molière         | Public | Collège                                         | 1969              | rue du Collège              |       |
| Collège Françoise-Dolto | Public | Collège                                         | 1992              | 5 bis, rue Souchey          |       |
| Collège Foch            | Privé  | Collège                                         | -                 | 14, boulevard Vaugeois      |       |
| Lycée Napoléon          | Public | Lycée (général, technologique et professionnel) | -                 | 15, rue des Sports          |       |

### Culture
L'Aigle a :
- un cinéma, "Risle en Scène", anciennement "L'Aiglon". À la fois salle de spectacle et de cinéma, le complexe culturel dispose de 3 salles : une grande salle modulable selon 3 configurations (concert 700 places, spectacle 411 places et cinéma 313 places), une salle de 150 places et une salle de 60 places. Les 3 salles sont équipées de projecteurs numériques de dernière génération permettant d’afficher du contenu haut de gamme ainsi que, pour garantir une immersion sonore complète, un système 7.1.;
- une médiathèque municipale[72] ;
- une école de musique.

### Sports
Les clubs de sports
- Le Football club du Pays aiglon fait évoluer deux équipes masculines de football en ligue de Basse-Normandie[73].
- Le rugby reste le sport principal de la ville grâce à son club, le Club athlétique aiglon rugby, qui joue pour la saison 2014-2015 en Fédérale 3 après avoir passé de nombreuses années en Fédérale 2. C'est le club de rugby le mieux classé du département de l'Orne[Quand ?] dans la hiérarchie rugbystique. Il évolue au stade Jo-Maso.
- Le Cercle associatif aiglon handball, ou CAA HB, fait évoluer plusieurs équipes au niveau régional. La A masculine a réussi à atteindre le niveau de pré-nationale en 2011/2012 et en 2013/2014.

Événements sportifs
- Lutte :

L'Aigle a accueilli l'organisation des championnats de France de lutte UNSS le samedi 22 et dimanche 23 mai 2010, environ 400 lutteurs venus de toute la France.
- ULM :

L'Aigle a accueilli en juillet 2015 le 20e Tour ULM, organisé par la Fédération française. L'aérodrome de L'Aigle a réuni 106 engins, accompagnés par deux hélicoptères et un avion. La 20e édition du Tour ULM prend son départ le samedi 25 juillet 2015 depuis l'aérodrome de L’Aigle, pour une arrivée le vendredi 31 juillet, après une boucle de 2 500 km en passant par la Bretagne, les côtes normandes, la Côte d'Opale, le Nord-Pas-de-Calais, le vignoble de Champagne et une étape au cœur de l’histoire aéronautique sur le terrain de La Ferté-Alais avant de rejoindre l'aérodrome de L'Aigle. Un Tour relativement petit en distance. L'aérodrome de L'Aigle avait déjà accueilli une étape du soir en 2005 et une étape du midi en août 2012.

### Manifestations culturelles et festivités
De nombreux événements ponctuent la vie aiglonne comme la traditionnelle foire exposition des 4 Jours de L'Aigle qui s'y tient chaque week-end de l'Ascension. À cette occasion, la ville s'anime d'une grande fête foraine et de nombreuses parades.
Toute l'année, la saison culturelle de L'Aigle propose de nombreux rendez-vous de musique et théâtre à la salle de Verdun et artistiques à la salle d'exposition des Tanneurs. Le festival Jazz en Ouche est un moment fort de la cité pendant lequel des pointures du jazz s'y représentent le dernier week-end de novembre. L'école de musique, la médiathèque, la discothèque Le Mythic Klub et les associations culturelles organisent aussi de nombreux événements.

## Économie
La ville possède une antenne de la chambre de commerce et d'industrie d'Alençon.
C'est une cité manufacturière, par ses deux principales entreprises, Bohin France, le seul fabricant d'aiguilles à coudre en France, et IMV Technologies, aujourd’hui leader mondial sur le marché des biotechnologies de la reproduction animalière, mais aussi Frénéhard et Michaux, premier fabricant français en accessoires de couverture distribué exclusivement par les négociants du bâtiment, KME Brass France SAS, leader sur le marché français des produits en cuivre et alliages de cuivre, distribués sous forme de barres, tubes, laminés, et sous forme de fils et profilés en laiton. Jusqu’au 1er mai 2007, elle était connue sous le nom de Tréfimétaux SA.

### Lieux et monuments

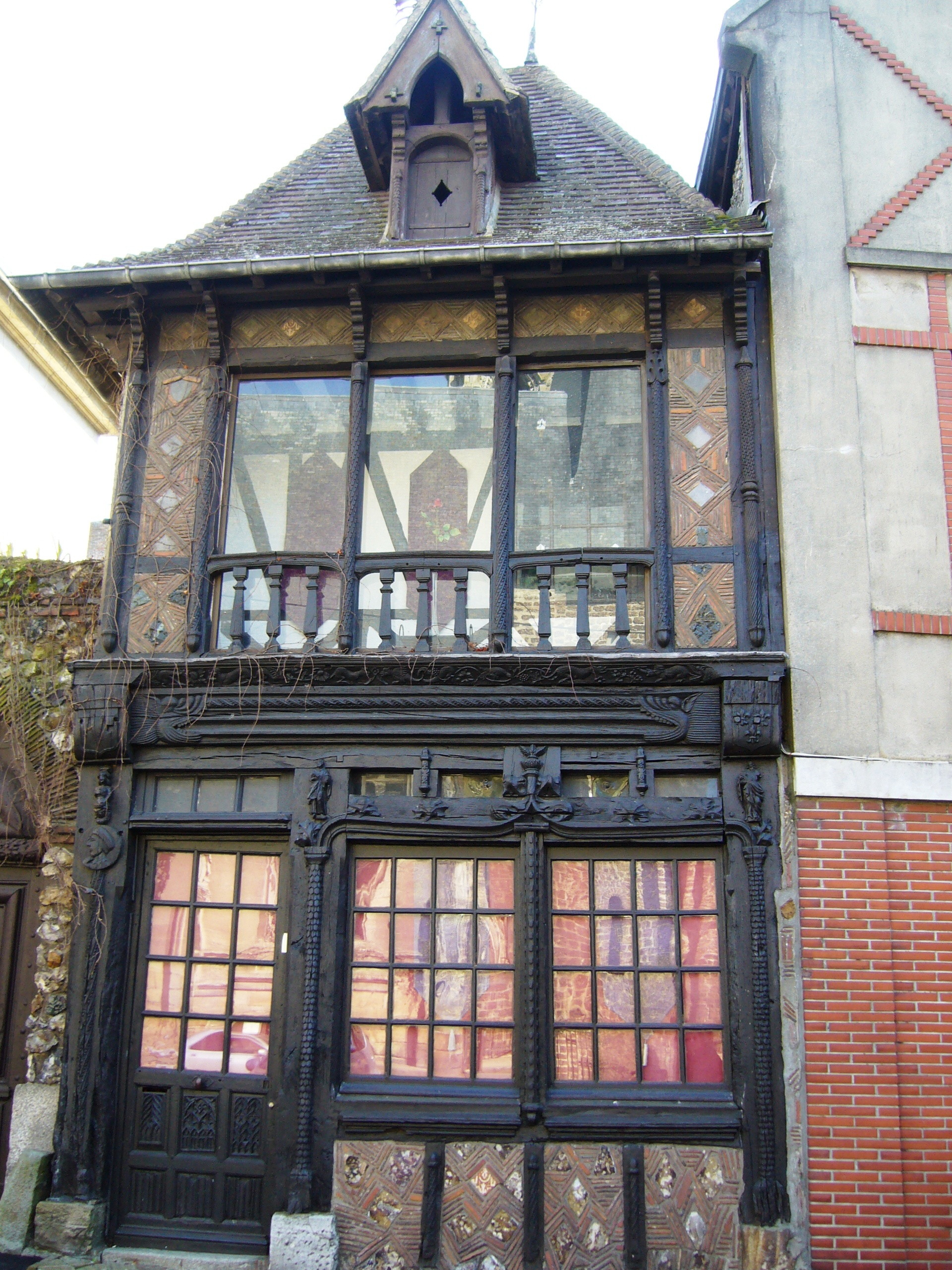
Échoppe médiévale de style éclectique.

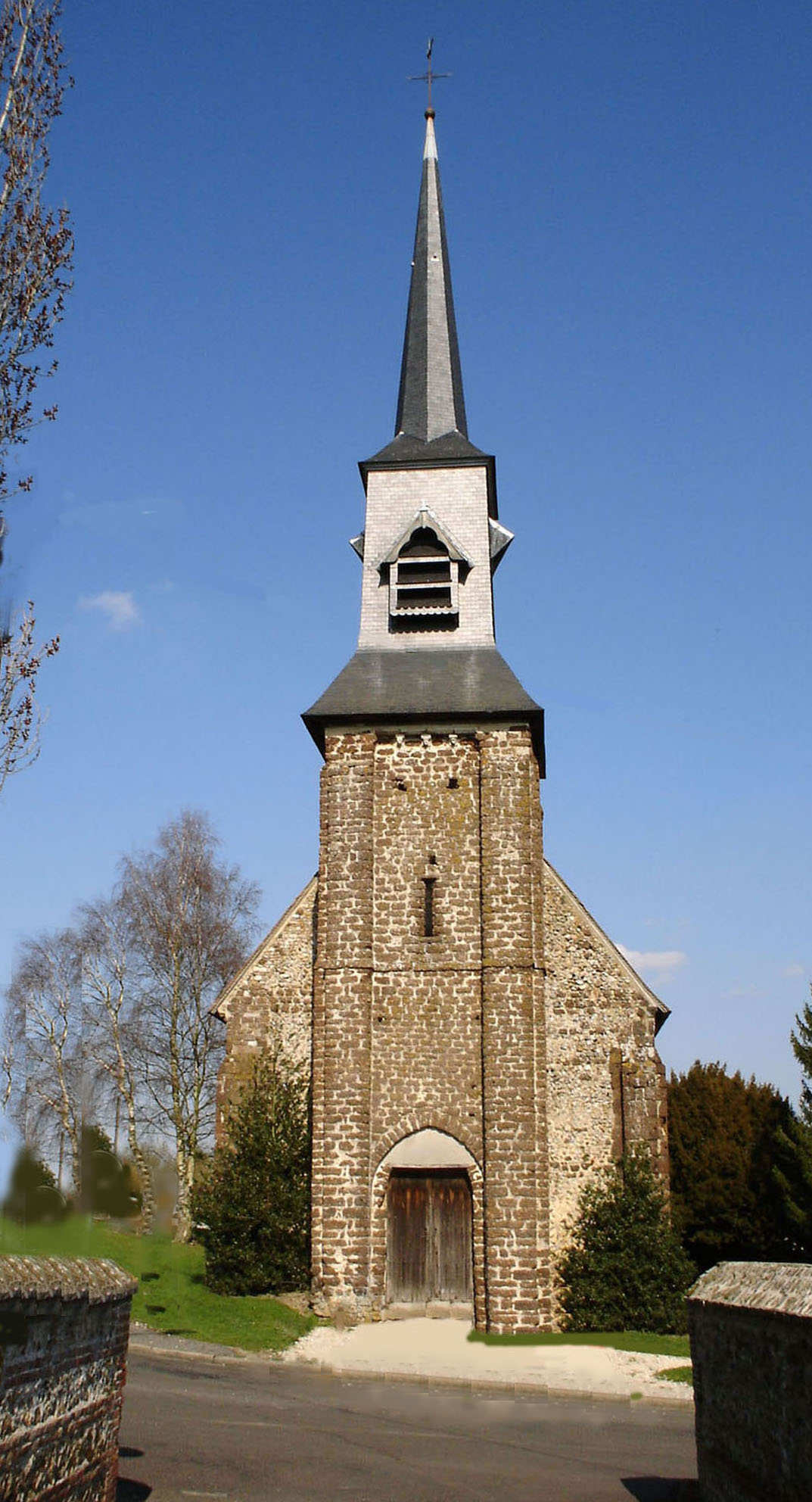
L'église Saint-Barthélemy.

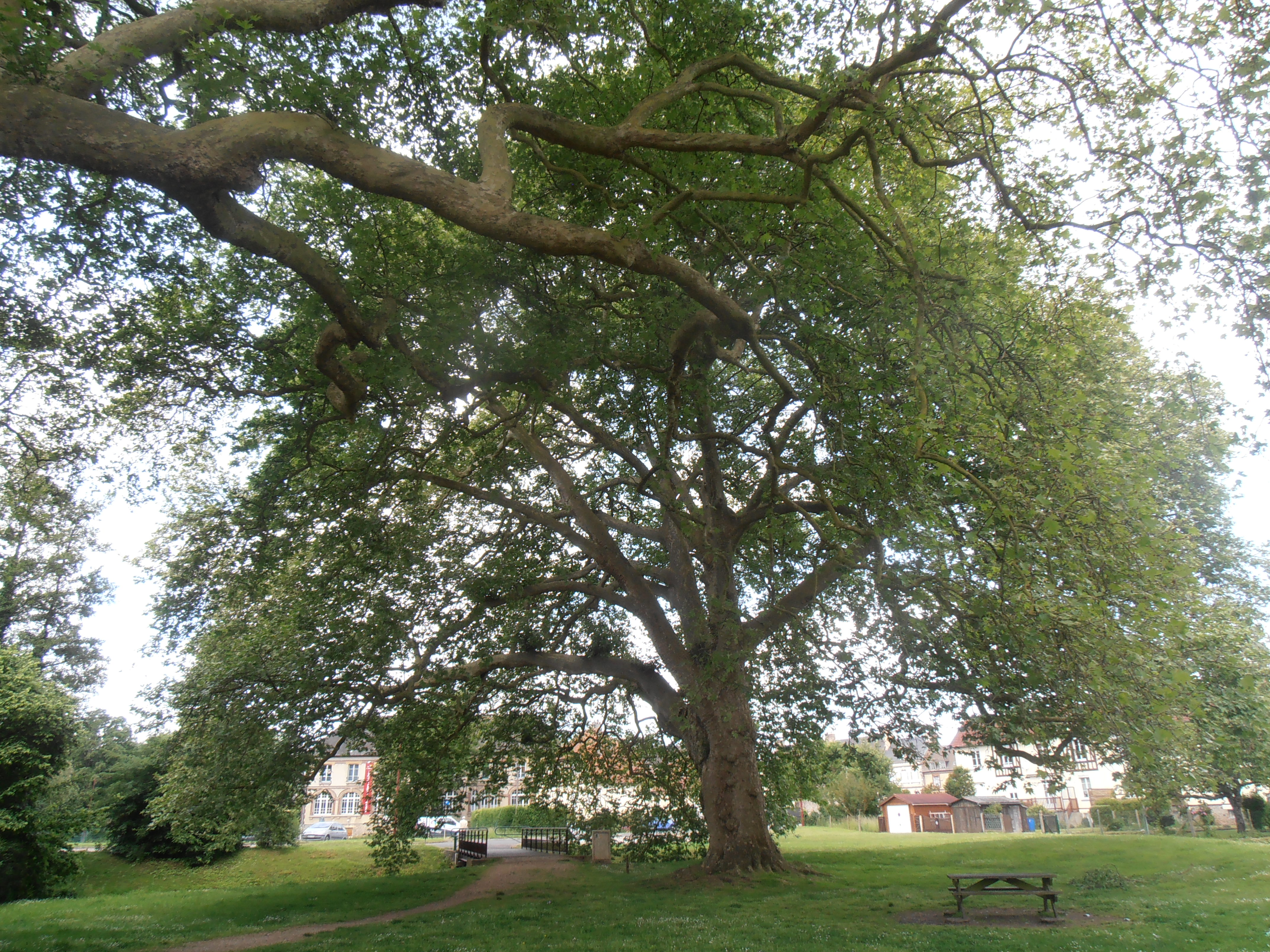
Deux platanes tricentenaires.

## Culture locale et patrimoine

### Patrimoine architectural
Forte de ses 1 000 ans d'histoire, L'Aigle a gardé les traces des différentes périodes de son histoire.
Édifices civils et lieux remarquables
- Château de L'Aigle, du début du XVIIIe siècle, actuellement hôtel de ville, classé monument historique[81].
- L'hôtel Colombel de la Rousselière est inscrit[82], ainsi que le petit hôtel Colombel[83].
- Ancien relais de poste[84].
- Musée des instruments de musique[85].
- Musée Juin 44[86].
- Exposition sur la météorite de L'Aigle et une exposition d'archéologie.
- Dans les dossiers du Patrimoine industriel de l'Orne : abattoir, usine à gaz, fonderie, six usines de quincaillerie, une filature, un moulin à foulon, deux tanneries, une usine de construction mécanique, une usine d'habillement, une usine de chaussure, une tuilerie-briqueterie et une usine d'ébénisterie.
- Les deux platanes tricentenaires labellisés arbres remarquables de France[87].

Édifices religieux
Les trois anciennes paroisses ont conservé leurs églises.
L'église Saint-Martin, construite et modifiée du XIe au XXe siècle, est classée aux monuments historiques, la cloche dite la Porcienne a, elle, été classée en 1971 au titre objet mobilier. Elle abrite de nombreuses œuvres classées au titre objet. L'église principale de L'Aigle est placée sous le patronage du grand évêque de Tours mort en 397. L'édifice forme un ensemble original, mais harmonieux, dû à cinq époques. Son originalité réside dans la stratification architecturale qu'elle renferme : du XIe au XXe siècle , chaque période a laissé une trace.
L'église Saint-Jean, des XVe et XVIe siècles, est inscrite aux monuments historiques. Elle recèle également quelques œuvres classées. Primitivement chapelle funéraire à l'entrée du cimetière, elle fut érigée en église paroissiale vers 1350. Elle fut remaniée à la fin de l'époque gothique. De cette époque, date la structure de la nef et du chœur, des traces de baies sur le chevet et sur le mur nord, de la nef. La charpente de la nef est datée de 1555.
L'église Saint-Barthélemy, du XIIe siècle, est également inscrite aux monuments historiques. L'origine de cette église est assez mal connue, sa construction pourrait remonter à 1115. D'un aspect extérieur un peu austère, cette ancienne chapelle est dédiée à saint Maur et fut desservie par les moines du prieuré de Saint-Sulpice. Elle est une église paroissiale jusqu'au 22 juillet 1793 sous le nom de Saint-Barthélemy.

#### Patrimoine industriel
- Usine de chaussures[92].
- Fonderie[93].
- Abattoir[94].
- Tannerie, usine de blanchiment[95].
- Tannerie, usine de construction mécanique[96].
- Usine d'habillement[97].
- Usine de quincaillerie[98].
- Filature, usine de quincaillerie[99].
- Usine de quincaillerie dite Manufacture Lherminier, puis S.A. des Tréfileries Françaises, puis S.A. des Établissements Dassonville et Fatus, puis S.A.R.L. des Établissements Fatus et Cie[100].
- Usine à gaz[101],[102],[103],[98].
- Usine d'aiguilles de Mérouvel[104].
- Usine d'ébénisterie[105].
- Tuilerie, briqueterie[106].
- Moulin à foulon dit moulin à Toile[107].

### Personnalités liées à la commune
- Louis des Acres (1642-1717), 2e marquis de L'Aigle, baron du Lac et de la Saludie, lieutenant du Roi. Lance l'édification du château de L'Aigle de retour de la bataille de Saint-Gothard en 1664 ;
- Portien Colombel de Bois-Aulard (1730-1805), homme politique né à Laigle,  député du tiers état aux états généraux de 1789.
- Jean-Baptiste Biot (1774-1862), physicien, mathématicien et astronome. Mandaté par l'Académie des sciences, il prouvera l'origine extra-terrestre de la météorite tombée en 1803 sur le territoire de la commune ;
- Damien Orphée, vicomte de Boislandry (1750-1829), maréchal de camp, fils d'une famille de négociants aiglons ;
- Louis de Boislandry (1750-1834), économiste, député de Paris à l'Assemblée Constituante, issu d'une famille aiglonne ;
- Louis Claude Boucher, (1778 à Laigle - 1854 à Montigny-sur-Avre, député de l'Orne de 1820 à 1827 ;
- Louis Jacques Fleury, homme politique né le 30 juin 1778 à Laigle (Orne) et mort le 8 janvier 1853 à Ancenis (Loire-Atlantique).
- Cyprien-Prosper Brard (1786-1838), ingénieur civil des mines, minéralogiste, né à L'Aigle ;
- Charles Simon Catel (1773-1830), compositeur, y est né ;
- Charles de la Cerda (1326-1354), connétable de France, mort à L'Aigle ;
- Louis-Jacques Collombel de La Roussellière (1738-1808), homme politique, y est né ;
- Romain Darchy (1895-1944), ancien combattant (1915-1918 et 1939-1940), résistant (1940 à 1944), mort pour la France, conseiller municipal (1935-1944). En 1933, il élit domicile et exerce la profession d'huissier à L'Aigle[108],[109] ;
- Julie Duval (1987-), joueuse de l'équipe de France de rugby à XV féminin, y est née.
- Thierry Duvaldestin (1971-), driver et entraîneur, y est né ;
- Les sœurs Olga et Wanda Kosakiewicz, amantes de Jean-Paul Sartre, y vécurent durant leur adolescence ;
- Gaspard-Michel Leblond (1738-1809), bibliothécaire et antiquaire mort à L'Aigle, où il s'était retiré ;
- Louis Martin Lebeuf (1792-1854), banquier, industriel et homme politique, député de Seine-et-Marne, y est né ;
- Julien-Charles Lechat (1825-1894), originaire de L'Aigle, maire de Nantes de 1874 à 1881 ;
- Léon-Eugène Méhédin (1828-1904), archéologue, architecte et photographe, y est né ;
- Alexandre Pichot (1983-), un coureur cycliste français professionnel, a donné son nom à une compétition dont le départ est donné à L'Aigle ;
- Paul Nicaise Pottier (1778-1842), natif de L'Aigle, ingénieur des Ponts et Chaussées, membre de l'Expédition d'Égypte ;
- Hubert Privé (1955-), sculpteur et plasticien né à L'Aigle ;
- Léon Richer (1824-1911), père du féminisme, y est né ;
- Serge Rousseau (1930-2007), acteur, natif d'une petite commune proche de L'Aigle ;
- Louis-Antoine Sixe (1704-1780), artiste peintre, y est né ;
- André Sylvane (1851-1932), dramaturge et scénariste, y est né ;
- Gabriel Vaugeois (1753-1839), historien de L'Aigle où il est mort (son ouvrage a été publié par son neveu Hippolyte en 1841).

### Registres paroissiaux
La ville de L'Aigle a conservé les registres des baptêmes, décès, inhumations de ses trois anciennes paroisses ainsi que le mortuaire de l'Hôtel-Dieu.
Les registres de Saint-Jean, de Saint-Barthélemy, celui de l'Hôtel-Dieu sont entièrement dépouillés et publiés. Les registres de Saint-Martin, de très loin la paroisse la plus importante, sont en cours de dépouillement ; une partie, les mariages les plus anciens, est publiée.
Il existe à L'Aigle un notariat ancien. Une partie des contrats de mariage est dépouillée et publiée.

### Héraldique
| Blason de L'Aigle | Blason  | D'or à l'aigle bicéphale de sable, au chef d'azur chargé de trois fleurs de lys d'or. |
| Blason de L'Aigle | Détails |                                                                                       |

### Gastronomie
L'Aigle « cité du Cervelas » et la région Normandie peuvent se targuer d'avoir de nombreuses spécialités dans la "cuisine normande" et les spécialités les plus connues comme le camembert et le calvados (eau-de-vie).
La spécialité culinaires de la ville est  le cervelas Aiglon, qui a été lancé dans les années 1970 par plusieurs charcutiers locaux. Cette spécialité charcutière a été défendue par  son concepteur, Roger Norcini, durant de nombreuses années, lors des « 4 Jours de L'Aigle ». Georges Pompidou, président de la République, avait particulièrement apprécié cette spécialité et avait adressé ses félicitations aux créateurs. Accompagnée de frites et d'une bolée de cidre, cette saucisse fumée est servie  à la Chaumière du Cervelas, à l'occasion des « 4 Jours ».
Le cervelas Aiglon, n'a rien à voir, hormis le nom, avec le cervelas classique. « Le cervelas Aiglon est composé de viande de porc issue de l'épaule, aromatisée au calvados, avec de l'ail et de l'oignon et il est fumé au bois de hêtre ». Le goût du cervelas aiglon ne ressemble ni d'aspect, ni de goût au cervelas classique. La chair et consistante et le petit goût fumé fort agréable.
Le cervelas aiglon peut se déguster tel quel, à l’apéritif mais aussi grillé, chaud ou froid, en salade, avec de la choucroute, de la potée, des lentilles, etc. Même dans des pizzas avec du camembert ou pour faire un rougaille saucisses-cervelas. « Il s’accommode dans tout ». On doit ce produit à un charcutier local, Roger Norcini, qui a eu l’idée, dans les années 1970, avec des amis bons vivants qui se réunissaient régulièrement pour jouer aux cartes, de faire une spécialité aiglonne « et c’est devenu la recette du cervelas aiglon ». Le cervelas aiglon a été protégé auprès de l’INPI (Institut national de la propriété industrielle) en 2012 « car certaines brasseries vendaient pour du cervelas aiglon ce qui n’était que de la saucisse fumée. ».
Une confrérie du Cervelas aiglon a été créée en mai 2012, avec pour objectif de le promouvoir en France ainsi qu’à l’étranger.

### L'Aigle et les arts
L'Aigle dans la littérature
La ville de L'Aigle, autrefois écrit sans apostrophe, est citée dans le chapitre XXI (Installation de Françoise et Lucie) du roman pour enfants de la comtesse de Ségur (1799-1874) Les Petites Filles modèles publié en 1858 en Bibliothèque rose qui est la suite des Malheurs de Sophie (1858) et précède Les Vacances (1859).
L'Aigle au cinéma
La région et tout particulièrement L'Aigle, est également un lieu d'accueil de tournage de films. Plusieurs films ou scènes de films ont pour décor le pays aiglon, tel que Malavita de Luc Besson.